# التلذذ
التلذذ هو استخدام الأفكار والأفعال لزيادة كثافة ومدة وتقدير التجارب والعواطف الإيجابية. إنه موضوع جرت دراسته بشكل شائع في مجال علم النفس الإيجابي. يمكن أيضًا الإشارة إليه ببساطة على أنه تنظيم للمشاعر الإيجابية. يحاول علم النفس التقليدي تطوير أساليب التأقلم والتعامل مع المشاعر السلبية. يستخدم علم النفس الإيجابي مفهوم التلذذ كطريقة لتعظيم الفوائد المحتملة التي يمكن أن تكون للتجارب والعواطف الإيجابية على حياة الناس. يُعرف عكس التلذذ بالتثبيط. التثبيط هو طريقة للتعامل مع التأثير الإيجابي من خلال محاولة الشعور بالسوء أو التقليل من تنظيم المشاعر الإيجابية.
يعد «فريد براينت»، عالم النفس الاجتماعي بجامعة «لويولا» في شيكاغو، أبًا لبحوث التلذذ. قدم مفهوم التلذذ باعتباره انخراطًا في الذهن وإدراكًا لمشاعر المرء في أثناء الأحداث الإيجابية. من خلال الانخراط يمكن للمرء أن يزيد السعادة على المدى القصير والطويل. لذا فإن التلذذ ليس مجرد تجربة المشاعر الإيجابية، وإنما الجهد المتعمد لجعل التجربة الإيجابية تدوم.

## النظريات الرئيسية
تصف النظريات النفسية حول التلذذ جوانب مختلفة من البناء مثل مظهره وتشغيله واستراتيجياته لتسهيل حدوثه وارتباطه بالرفاهية. يناقش العمل الذي قام به «فريد برينت» في عام 2003  التلذذ على أنه يتجلى في الأشكال الثلاثة التالية:
.1 التوقع- أو التلذذ في شكل التمتع بحدث إيجابي قادم.
.2 الحضور في اللحظة – الاستمتاع بإطالة وتقوية التجربة الإيجابية الحالية.  يشير «برينت وسمارت اند كينك» عام 2005 إلى أن مثل هذا التركيز يخلق ذكريات أقوى وأكثر كثافة ليجري تذكرها لاحقًا في الذكريات.
.3 استرجاع الذكريات من أجل إعادة التجربة وبالتالي التلذذ بالمشاعر الإيجابية.
عمل «كويدباخ وبيري وهانسين وميكولايكزاك» عام  2010 على نظرية التلذذ وتقديم أربع استراتيجيات عامة لتسهيل التلذذ:
.1 العرض السلوكي- استخدام الإشارات غير اللفظية للتعبير عن المشاعر الإيجابية.
.2 كن حاضرًا- أن يكون لديك تركيز متعمد ومنتبه على اللحظة الإيجابية الحالية؛ يرتبط ارتباطًا وثيقًا أيضًا باليقظة الذهنية.
.3 رأس المال- جانب اجتماعي «يتواصل فيه الفرد ويحتفل مع الآخرين».
4. السفر الذهني الإيجابي عبر الزمن (يركز على الماضي أو المستقبل)- التذكر أو توقع الأحداث الإيجابية.

## النتائج التجريبية الرئيسية
يميز «خوسيه وليم ووبراينت» عام 2012 بين نوعين من التلذذ: التلذذ القائم على السمة والتلذذ القائم على الحالة. وقد ثبت أن التلذذ القائم على السمات هو تصرف أكثر ثباتًا وتعميمًا للتلذذ بالأحداث في الحياة اليومية للفرد بينما التلذذ القائم على الحالة هو حلقة مؤقتة من السلوك. في حين أن كلاهما يبدو مهمًا من حيث التأثيرات الإجمالية للتلذذ، فإن تلذذ السمات يمكن أن يعبر عنه من خلال التثبيط، وهو رد فعل يثبط الأحداث الإيجابية.
فيما يتعلق بتأثيرات العمر، وجد «رامسي وجينتزلر» عام 2014 أن التلذذ يمكن أن يلعب دورًا غير مباشر في الرفاهية الذاتية عبر الأعمار إذ أُبلغ عن أن التلذذ يكون أكبر للمشاركين الأصغر سنًا الذين أدركوا أن لديهم المزيد من الوقت المتبقي في حياتهم.
أظهر «سميث وبراينت» عام 2012 «وبراينت يارنولد» علاقة بين تلذذ الميول وأنماط الشخصية. من خلال الدراسات على الاستمتاع بالعطلة والتفكير في التحصيل الجامعي، أظهروا أن الأشخاص من النوع إيه يميلون إلى عدم التلذذ بالتجارب مثل الأشخاص من النوع بي. يميل طلاب الجامعات من النوع إيه إلى الاستمتاع بالإنجازات في اللحظة الحالية بدلاً من التلذذ بالمشاعر في المستقبل لأنهم بذلك قد يفوتون فرصة تحقيق إنجازات مستقبلية. يميل الأشخاص من النوع بي أيضًا إلى الاستمتاع بالعطلات أكثر من الأشخاص من النوع إيه بسبب تأثير التلذذ.
تنص الحكمة التقليدية على أن المال لا يشتري السعادة – وقد أظهرت الأبحاث الحديثة التي أجراها «جوردي كويدباخ» وزملاؤه أن الأشخاص الأكثر ثراءً يبلغون عن قدرة أقل على التلذذ. في الدراسة نفسها، وجد «كويدباخ» وآخرون أنه عند تعرضهم للتذكير بالثروة، كان الناس أقل قدرة على التلذذ والاستمتاع بقطعة من الشوكولاتة.
إلى جانب الثروة، وجد أن احترام الذات يؤثر أيضًا على القدرة على التلذذ والتنظيم العاطفي.  وُجد في عام 2003 أن الأشخاص الذين يعانون تدني احترام الذات هم أقل عرضة لمحاولة التلذذ بتجربة إيجابية وأيضًا أكثر عرضة لتثبيط مشاعرهم عندما يشعرون بالرضا. أظهرت إحدى الدراسات أنه كلما زاد تقدير الشخص لذاته، كان من المتوقع أن يستمتع ويحتفل ويستمتع بنجاحه.

## التطبيقات
ترتبط المشاعر الإيجابية بمجموعة متنوعة من النتائج. وفقًا لنظرية التوسع والبناء «لباربرا فريدريكسون» عام 2001، يمكن أن تكون المشاعر الإيجابية بمثابة عنصر أساسي لازدهار الإنسان. يستلزم الازدهار وجود مستويات عالية من الرفاهية الاجتماعية والعاطفية والنفسية. وجد بحث «فريدريكسون» أنها تعمل على تحسين المرونة النفسية، والرفاهية العاطفية، ومواجهة المشاعر السلبية، وتوسيع قدرات التفكير والعمل. لذلك، إذا كان بإمكان المرء زيادة مدة المشاعر الإيجابية عن طريق التلذذ، فمن الناحية النظرية يجب أن يكون المرء أكثر عرضة لجني فوائد هذه المشاعر الأكثر حدة.
افترض «مارتن سيليجمان»، عالم النفس الأمريكي وأحد أكثر المؤيدين لمجال علم النفس الإيجابي، أنه يمكن استخدام إستراتيجيات التلذذ في البيئات العلاجية. دعمًا لهذا الموقف، وجدت الأبحاث أنه عُثر على استراتيجيات التلذذ لمساعدة الناس على بناء علاقات أقوى، وتحسين صحتهم العقلية والبدنية، وكطريقة لإيجاد حلول مبتكرة للمشاكل. وقد ثبت أنه يقلل من مشاعر اليأس ويزيد من التأثير الإيجابي. تطيل بعض الأمثلة على إستراتيجيات التلذذ التي قدمها «كويدباخ» وزملاؤه عام 2010 المشاعر الإيجابية من خلال العروض السلوكية غير اللفظية مثل تعابير الوجه، والاهتمام بالوعي بتجربة إيجابية من خلال تركيز انتباهك (يسمى «الحضور» من قبل كويدباخ وزملائه)، والاستفادة من التجربة الإيجابية من خلال الاحتفال بها ومناقشتها مع الآخرين. إستراتيجية التلذذ النهائية التي اقترحها «كويدباخ» هي السفر الذهني الإيجابي عبر الزمن. يتضمن ذلك إما استعادة ذكريات تجربة إيجابية سابقة أو توقع حدث إيجابي في المستقبل.

## الخلافات
كما ذكرنا سابقًا، قد يجري التعبير عن التلذذ القائم على السمات بشكل سلبي في شكل تخميد. صُنّف التخميد على أنه رد فعل ممتع في مقابل التضخيم، وهي عملية تزيد من المشاعر الإيجابية من خلال التركيز على كيفية سير التجربة بشكل صحيح. بهذه الطريقة، قد يرتبط التلذذ بالاجترار.
تناقض بعض الأدبيات التجريبية النتائج السابقة فيما يتعلق بزيادة التأثير الإيجابي. جعل «هيرلي وكون» عام 2011 المشاركين يستمتعون بلحظاتهم ويتذكرون التجارب الإيجابية من الأسبوع الماضي. وجد الباحثون أن أعراض الاكتئاب انخفضت في مجموعة التلذذ مقارنة بمجموعة التنظيم، ومع ذلك ظل التأثير الإيجابي دون تغيير. ومع ذلك، فقد نظر الباحثون في إمكانية أن تتطور مهارات التلذذ إلى درجة أنها قادرة على التأثير على المشاعر الإيجابية. كان من الممكن أيضًا أن يكونوا قد لاحظوا مثل هذه الآثار إذا استمرت الدراسة لفترة أطول.
وقد جرى التساؤل عن التلذذ من حيث فائدته عبر الثقافات. وجد «مياموتو وما»، أنه على الرغم من أن معظم الأفراد يفضلون الاستمتاع بتجاربهم الإيجابية، فإن الشرقيين (شرق آسيا) يميلون إلى القيام بذلك بمعدل أقل من الغربيين (الأمريكيون الأوروبيون في هذه الدراسة).